# Cercidiphyllaceae
Famille
Classification APG III (2009)
Les Cercidiphyllaceae sont une petite famille de plantes dicotylédones qui ne comprend qu'un seul genre, Cercidiphyllum. 

## Étymologie
Le nom vient du genre-type Cercidiphyllum qui vient du grec κέρκης / kerkis, peuplier, et φύλλων / fyllon, feuille. Cercis est le nom ancien utilisé par  Theophraste (371 - 288 av. J.-C.), pour désigner l'arbre de Judée, Cercis siliquastrum (Fabaceae) ; les feuilles du  Cercidiphyllum ressemblent en effet à celles du Cercis.

## Liste des genres
Selon Angiosperm Phylogeny Website (27 avr. 2010), World Checklist of Selected Plant Families (WCSP) (27 avr. 2010), NCBI (27 avr. 2010), DELTA Angio (27 avr. 2010) et ITIS (27 avr. 2010) :
- genre Cercidiphyllum  Siebold & Zucc. (1846)

## Liste des espèces
Selon World Checklist of Selected Plant Families (WCSP) (27 avr. 2010) :
- genre Cercidiphyllum  Siebold & Zucc. (1846)
  - Cercidiphyllum japonicum  Siebold & Zucc. ex J.J.Hoffm. & J.H.Schult.bis, Noms Indig. Pl. Japon (1864)
  - Cercidiphyllum magnificum  (Nakai) Nakai (1920)

Selon NCBI (27 avr. 2010) :
- genre Cercidiphyllum
  - Cercidiphyllum japonicum